# سد شهید عباسپور
سد شهید عباس‌پور یا سد کارون ۱ یکی از بزرگ‌ترین سدهای ایران است که بر روی رودخانه کارون احداث شده است. این سد در استان خوزستان و در شهرستان اندیکا واقع است. سد شهید عباسپور یک سد بتونی دو قوسی با ارتفاع تاج سد از پی ۱۸۸ متر و طول تاج ۳۸۵ متر می‌باشد. این سد، از اولین سدهای ساخته شده در خاورمیانه است که ساخت بدنهٔ آن در سال ۱۳۴۴ آغاز و تا سال ۱۳۵۴ ادامه داشت.
در زمان جنگ ایران و عراق، نیروهای عراق یک موشک به بدنه سد پرتاب کردند که آسیبی وارد نیاورد و این دلیلی بر استحکام سد بود. آثار ترکش بر روی سد قابل مشاهده بود اما بعدها بازسازی و ترمیم شد.

## نامگذاری
نام این سد در زمان احداث تا انقلاب اسلامی، سد رضاشاه کبیر بود که بعد از انقلاب به سد کارون و بعدتر به سد شهید عباسپور تغییر یافت. علت نامگذاری این سد به نام شهید عباسپور به این دلیل است که در زمان جنگ بین ایران و عراق تصمیم بعضی از فرماندهان جنگ این بود تا با مواد منفجره سد را تخریب و با سیل عظیم ارتش عراق را در دشتهای پایین دست زمینگیر کنند که با مخالفت حسن عباس‌پور (وزیر وقت نیرو) این تصمیم منتفی شد. پس از کشته‌شدن عباس پور در انفجار دفتر حزب جمهوری اسلامی این سد به نام شهید عباسپور تغییر نام یافت.
اعتبارات مالی که جهت ساختمان سد مذکور در ۱۳۴۸/۱۱/۳۰ به دولت شاهنشاهی ایران از طرف مجلس واگذار گردید بالغ بر ۲۲۷ میلیون فرانک فرانسه است.

## جزیره کوشک

جزیره کوشک در دریاچه سد شهید عباسپور

داخل دریاچه سد شهید عباسپور یک جزیره زیبا بنام جزیره کوشک وجود دارد که یکی از زیباترین تفرجگاه‌های استان خوزستان و شهرستان اندیکا می‌باشد. این جزیره دیدنی در سال ۱۳۸۰ توسط سازمان آب و برق خوزستان به یک منطقه گردشگری-اقامتی تبدیل شد. معماریِ شهریِ کاملاً مدرن و برنامه‌ریزی شده، جلوه خاصی به این محیط بخشیده است. مسیرهای رفت و آمد در این فضای کوچک به صورت کارآمد احداث شده‌اند و سعی شده است تا فضای سبز آن در روند بهبود و ساخت بافت شهری آسیب نبیند.
امکانات رفاهی و اقامتی مناسبی نیز در جزیره کوشک ایجاد شده است که شامل زمین فوتبال، سالن غذاخوری، سالن ورزشی و رستوران می‌شود. سالن‌های چندمنظوره در این جزیره امکان انجام تفریحات ورزشی متفاوت از جمله دوچرخه‌سواری، مینی فوتبال، بسکتبال، والیبال، تنیس روی میز و بسیاری دیگر از تفریحات ورزشی را ممکن کرده است. همچنین تالار پذیرایی، سالن غذاخوری و تریا مشرف به دریاچه و فضای سبز برای پذیرایی از جشن‌ها، نشست‌ها و سمینارها در این جزیره وجود دارد.